# 11 de agosto
El 11 de agosto es el 223.º (ducentésimo vigesimotercer) día del año en el calendario gregoriano y el 224.º en los años bisiestos. Quedan 142 días para finalizar el año.

## Acontecimientos
- 3114 a. C.: fecha correspondiente al inicio de la Cuenta Larga (según varias culturas mesoamericanas, entre ellas la maya).
- 991: en el norte de Londres, Earl Byrhtnoth se enfrenta a la invasión vikinga en la batalla de Maldon.
- 1114: en las islas Baleares, Ramón Berenguer III, conde de Barcelona, conquista Ibiza.
- 1309: Durante la Reconquista, fuerzas Aragonesas lideradas por el rey Jaime II, llegaron a las costas de Almería, iniciando un asedio sin éxito de la ciudad ocupada por musulmanes.
- 1492: en Roma, el cardenal español Rodrigo de Borja es elegido papa y adopta el nombre de Alejandro VI.
- 1675: se comienza a construir el Real Observatorio astronómico en Greenwich, Londres, bajo el patrocinio del rey Carlos II de Inglaterra, con el objetivo de proporcionar con exactitud las posiciones de la Luna y de las estrellas a los marineros británicos.[1]
- 1711: en Inglaterra, se realiza la primera carrera de caballos Royal Ascot.
- 1718: tiene lugar la Batalla del cabo Passaro entre escuadras navales británica y española.
- 1772: en la isla de Java, mueren 3000 personas por la violenta erupción del volcán Papadang, que de 3000 metros de altura queda reducido a 1700 m.
- 1813: en Colombia, Juan del Corral declara la independencia de Antioquia.
- 1833: en Grecia, las tropas francesas abandonan el país tras cinco años de ocupación con motivo de la Guerra de independencia de Grecia.
- 1851: en España, se inicia la construcción del canal de Isabel II, principal suministro de agua de Madrid.
- 1906: Eugène Lauste patenta un procedimiento de película sonora.
- 1920: en Riga (Letonia), se firma un tratado de paz con representantes de la Rusia bolchevique, obligando a reconocer la independencia de este país.

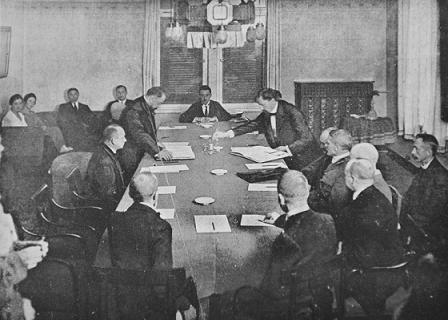
Firma del Tratado de Riga (1920), donde la Rusia bolchevique reconoce la independencia de Letonia.

- 1924: se produce un levantamiento general de las kabilas rifeñas después de que el general Primo de Rivera anuncie la retirada de las tropas españolas en Marruecos.
- 1930: en Córdoba (Argentina), el escritor y humanista Carlos B. González Pecotche, también conocido por su seudónimo literario Raumsol, crea la Escuela Raumsólica de Logosofía, antecesora de la Fundación Logosófica.
- 1932: en el distrito de Cayma, en las afueras de la ciudad de Arequipa (Perú), se funda el Club Juvenil Andino.
- 1936: en Sevilla, España, es fusilado Blas Infante, llamado «padre de la patria andaluza», a manos de las tropas falangistas por su ideología independentista o federalista andaluza.
- 1936: En el contexto de la guerra civil española (1936-1939), parte de Jaén el primer Tren de la Muerte con prisioneros destinados a la cárcel de Alcalá de Henares. El tren sería interceptado por milicianos armados asesinando a varios de los detenidos, entre ellos, políticos, el jefe local de la Falange y cuatro religiosos.
- 1938: en España, el presidente del Gobierno, Juan Negrín, nacionaliza las empresas españolas.
- 1945: se inaugura en Caracas, Venezuela, la Plaza Altamira, actualmente llamada Plaza Francia.
- 1952: en Jordania, Hussein de Jordania accede al trono.
- 1960: Chad se independiza de Francia.
- 1963: Addis Abeba se convierte en la sede permanente de la OUA (Organización para la Unidad Africana).
- 1967: Nigeria declara la guerra total a Biafra.
- 1967: en Santiago de Chile, estudiantes inician la toma de la Casa Central de la Universidad Católica. Esta movilización es el mayor hito visible de la Reforma Universitaria de dicho país.
- 1968: en Santiago de Chile, un grupo de laicos izquierdistas y sacerdotes activos ocupan las dependencias de la catedral (principal templo católico de la nación) por primera vez en su historia para lanzar arengas de tipo progresista.
- 1970: en Líbano, Suleiman Frangie es el nuevo jefe de Estado.
- 1974: en Villa María (Argentina), la organización guerrillera ERP (Ejército Revolucionario del Pueblo) secuestra al militar Argentino Larrabure, quien se suicidará un año después, en cautiverio.
- 1975: Vietnam del Norte y del Sur no pueden entrar en la ONU, tras el veto del Gobierno de Estados Unidos.

- 1979: Marruecos invade el sur del Sáhara Occidental tras el acuerdo Mauritano-Saharaui de 10 de agosto de 1979  por el que Mauritania cedía Tiris Algharabiyya al Frente Polisario.
- 1982: en el campo de pruebas de Nevada (100 km al noroeste de la ciudad de Las Vegas), a las 7:00 hora local Estados Unidos detona la bomba atómica Queso (de 20 kilotones), la bomba n.º 978 de las 1129 que Estados Unidos hizo detonar entre 1945 y 1992.
- 1983: en el campo de pruebas de Nevada, a las 6:00 hora local Estados Unidos detona su bomba atómica n.º995,
- 1985: en Colombia transmite el primer canal regional de televisión Teleantioquia
- 1999: eclipse de Sol visible en Europa.
- 1999: en Nicaragua, durante una ceremonia son sacadas de la Antigua Catedral de Managua las cenizas del héroe nacional José Dolores Estrada Vado para ser llevadas al día siguiente a su ciudad natal de Nandaime, departamento de Granada, en el 130 aniversario de su muerte.
- 2006: Se adopta la Resolución 1701 del Consejo de Seguridad de las Naciones Unidas.
- 2012: Ola de calor en España en la que se superan los registros históricos del mes de agosto en numerosos observatorios con 45,9 °C en Sevilla, 45,4 °C en Córdoba y más de 44 °C en muchas ciudades de Andalucía y Murcia.
- 2012: en Irán, dos fuertes terremotos de 6.4 y 6.3 grados sacuden el noroeste del país, destruyendo tres pueblos, dejando 306 muertos y daños también en Armenia y Azerbaiyán.
- 2019: se realizan las Elecciones primarias de Argentina de 2019.
- 2024: Tras 17 días de actividad deportiva, finaliza los Juegos Olímpicos de París 2024, terceros realizados en dicha ciudad en 124 años.

## Nacimientos
- 1656: Antonio de Gaztañeta, marino español (f. 1728).
- 1744: Tomás Antonio Gonzaga, poeta, jurista y activista político brasileño de origen portugués, autor de Marília de Dirceu (f. 1810).
- 1774: Manuel de Sarratea, diplomático, político y militar argentino (f. 1849).
- 1778: Friedrich Ludwig Jahn, educador y nacionalista prusiano (f. 1852).
- 1778: María Tiburcia Rodríguez, patriota argentina (f. 1845).
- 1821: Octave Feuillet, escritor francés (f. 1890).
- 1833: Robert G. Ingersoll, político y soldado estadounidense (f. 1899).
- 1833: Kido Takayoshi, político japonés (f. 1877).
- 1837: Marie François Sadi Carnot, político francés (f. 1894).
- 1837: Pedro Mallo, historiador argentino (f. 1899).
- 1847: Benjamin R. Tillman, político estadounidense (f. 1918).
- 1854: Paul Hoecker, pintor alemán (f. 1910).
- 1858: Christiaan Eijkman, fisiólogo neerlandés, premio nobel de medicina en 1929 (f. 1930).
- 1868: Ricardo Rodríguez Elizondo, sacerdote y político costarricense (f. 1918, por torturas).[2]
- 1872: Kijuro Shidehara, político japonés, 44.º primer ministro de Japón (f. 1951)
- 1892: Eiji Yoshikawa, novelista japonés (f. 1962).
- 1897: Enid Blyton, escritora británica (f. 1968).
- 1900: Alexander Mosolov, compositor soviético (f. 1963).
- 1900: Charlie Paddock, atleta estadounidense (f. 1943).
- 1901: Carlos Bernardo González Pecotche (Raumsol), escritor y humanista argentino (f. 1963).
- 1902: Alfredo Binda, ciclista italiano (f. 1986).
- 1902: Alfredo Moreno Uribe, ingeniero español (f. 1981).
- 1902: Lloyd Nolan, actor estadounidense (f. 1985).
- 1905: Erwin Chargaff, químico austriaco (f. 2002).
- 1911: Thanom Kittikachorn, dictador militar de Tailandia (f. 2004)
- 1914: Luis Adaro Ruiz-Falcó, empresario español (f. 2006).
- 1916: Ángel González Álvarez, filósofo neotomista español (f. 1991).
- 1919: Ginette Neveu, violinista francesa (f. 1949).
- 1921: Alex Haley, escritor e historiador estadounidense (f. 1991).
- 1924: Hugo Guerrero Marthineitz, locutor peruano (f. 2010).
- 1925: Mike Douglas, conductor de televisión estadounidense (f. 2006).
- 1926: Aaron Klug, biólogo molecular lituano, premio Nobel de Química en 1982 (f. 2018).
- 1926: Stella Díaz Varín, poetisa chilena (f. 2006).
- 1927: Stuart Rosenberg, cineasta estadounidense (f. 2007).
- 1928: Lucho Gatica, cantante chileno (f. 2018).
- 1931: Delia Domínguez, poetisa chilena.
- 1932: Fernando Arrabal, escritor y cineasta español.
- 1932: Peter Eisenman, arquitecto estadounidense.
- 1933: Jerry Falwell, predicador estadounidense (f. 2007).
- 1933: Tamás Vásáry, director de orquesta y pianista húngaro.
- 1936: Susana Duijm, modelo venezolana, primera latina electa Miss Mundo (f. 2016).
- 1938: Pelusa Suero, locutor y actor de doblaje argentino.
- 1941: Patricio Guzmán, cineasta chileno
- 1942: Tabajara Ruas, escritor, periodista y cineasta brasileño.
- 1943: Pervez Musharraf, militar y político pakistaní, presidente de Pakistán entre 2001 y 2008 (f. 2023).
- 1944: Ian McDiarmid, actor escocés.
- 1944: Nito Mores, cantante argentino (f. 1984).
- 1946: Marilyn vos Savant, columnista y escritora estadounidense.
- 1946: Óscar Berger, político guatemalteco.
- 1947: Stuart Gordon, cineasta estadounidense.
- 1948: Jan Palach, estudiante y activista checo (f. 1969).
- 1949: Eric Carmen, cantautor estadounidense (f. 2024).
- 1950: Steve Wozniak, ingeniero de software estadounidense.
- 1953: Hulk Hogan, luchador profesional estadounidense (f. 2025).
- 1954: Joe Jackson, músico británico.
- 1955: Moisés Suárez, actor mexicano.
- 1956: Pierre-Louis Lions, matemático francés.
- 1957: Ian Stuart Donaldson, cantante británico, de la banda Skrewdriver.
- 1957: Richie Ramone, baterista estadounidense, de la banda The Ramones.
- 1959: Carlos Berlanga, músico español, de las bandas Kaka de Luxe, y Alaska y los Pegamoides (f. 2002).
- 1959: Gustavo Cerati, cantautor y guitarrista argentino de rock, de la banda Soda Stereo (f. 2014).[3]
- 1959: Fernando García Calderón, escritor español.
- 1960: Carlos Sobera, presentador de televisión y actor español.
- 1960: Rob Minkoff, cineasta estadounidense.
- 1962: Nacha María Sánchez, prostituta y actriz española.
- 1963: Carlos Manuel Merino Campos, político mexicano. Gobernador de Tabasco entre 2021 y 2024.
- 1964: Jim Lee, historietista surcoreano.
- 1965: Sergio Vigil, jugador y entrenador de hockey sobre césped argentino.
- 1965: Viola Davis, actriz estadounidense.
- 1966: Juan Bonilla, escritor español.
- 1966: Embeth Davidtz, actriz estadounidense.
- 1967: Enrique Bunbury, cantautor español, de la banda Héroes del Silencio.
- 1967: Massimiliano Allegri, exfutbolista y director técnico italiano.
- 1967: Collin Chou, artista marcial y actor estadounidense de ascendencia taiwanesa.
- 1968: Noordin Mohammad Top, terrorista malasio (f. 2009).
- 1968: Anna Gunn, actriz estadounidense.
- 1969: Danny Muller, futbolista neerlandés.
- 1970: Andrew Piran Bell, bajista británico, de las bandas Oasis y Ride.
- 1970: Gianluca Pessotto, futbolista italiano.
- 1971: Alejandra Barros, actriz mexicana.
- 1971: Javier Sierra, escritor e investigador español
- 1972: Joane Somarriba, ciclista española.
- 1973: Luis Lacalle Pou, político uruguayo, presidente de Uruguay desde 2020.
- 1973: Carolyn Murphy, modelo estadounidense.
- 1973: Antônio Monteiro Dutra, futbolista brasileño.
- 1973: Vitaliy Kosovskiy, futbolista ucraniano.
- 1973: Édgar Valdez Villarreal, narcotraficante mexicano-estadounidense.
- 1974: Kira Kener, actriz pornográfica estadounidense.
- 1974: Ádria Santos, atleta brasileña.
- 1975: Asma al-Asad, mujer siria, esposa del presidente Bashar al-Asad.
- 1975: Davey von Bohlen, músico estadounidense, de la banda The Promise Ring.
- 1975: Kishō Taniyama, actor de voz, cantante y compositor japonés.
- 1976: Ben Gibbard, cantante estadounidense, de las bandas Death Cab for Cutie y The Postal Service.
- 1976: Hugo Miguel Fernandes Vieira, futbolista portugués.
- 1977: Carlos Adriano de Souza Vieira, futbolista brasileño.
- 1978: Lucas Ayala, futbolista argentino.
- 1979: Walter Ayoví, futbolista ecuatoriano.
- 1979: Nicolas Seube, futbolista francés.
- 1979: Nemanja Vučićević, futbolista serbio.
- 1980: Celine Reymond, actriz chilena.
- 1980: Sébastien Squillaci, futbolista francés.
- 1980: Riki, futbolista español.
- 1981: Diego Rivero, futbolista argentino.
- 1981: Fiona Sit, actriz y cantante de Hong Kong.
- 1983: Chris Hemsworth, actor australiano.
- 1984: Lucas Di Grassi, piloto de automovilismo brasileño.
- 1984: Melky Cabrera, beisbolista dominicano.
- 1986: Pablo Sandoval, beisbolista venezolano.
- 1987: Keisuke Naito, futbolista japonés.
- 1987: Akito Miura, futbolista japonés.
- 1988: Stefano Bensi, futbolista luxemburgués.
- 1989: Luca Ceppitelli, futbolista italiano.
- 1989: Artur Krysiak, futbolista polaco.
- 1989: Úrsula Corberó, actriz española.
- 1990: María José Castillo, cantante costarricense de pop.
- 1990: Lerin Duarte, futbolista neerlandés.
- 1990: Tim de Troyer, ciclista belga.
- 1991: Cristian Tello, futbolista español.
- 1991: Álex Pérez Navarro, futbolista español.
- 1992: Allison Lozz, actriz y cantante mexicana.
- 1992: Bryce Cotton, baloncestista estadounidense.
- 1992: Jores Okore, futbolista danés.
- 1993: Alyson Stoner, actriz estadounidense.
- 1993: Gita Gutawa, actriz y cantante indonesia.
- 1993: Kevin Bua, futbolista suizo.
- 1993: Alireza Jahanbakhsh, futbolista iraní.
- 1995: Lina El Arabi, actriz francesa.
- 1996: Sara Ouzande, piragüista española.
- 1996: Antonio Sivera, futbolista español.
- 1996: Luis Miguel Ibañez Lera, futbolista español.
- 1996: Franck Honorat, futbolista francés.
- 1997: Andrija Balić, futbolista croata.
- 1997: Nicholas Opoku, futbolista ghanés.
- 1997: Kevin Zonzini, futbolista sanmarinense.
- 1997: Yinka Ajayi, atleta nigeriana.
- 1997: Lily Beckford, atleta británica.
- 1997: Amy Bilquist, nadadora estadounidense.
- 1997: Gabriel Neves, futbolista uruguayo.
- 1998: Nadia Azzi, pianista clásico estadounidense.
- 1998: Zhang Mengyu, taekwondista china.
- 1998: Yang Kun-Pi, tirador taiwanés.
- 1998: Vebjørn Sørum, biatleta noruego.
- 1998: Samuel Diarra, futbolista maliense.
- 1999: Kevin Knox, baloncestista estadounidense.
- 1999: Kanji Okunuki, futbolista japonés.
- 1999: Wesly Decas, futbolista paraguayo.
- 1999: Szymon Zawadzki, piragüista polaco.
- 1999: Pascal Struijk, futbolista belga-neerlandés.
- 1999: Changbin, rapero y cantante de Stray Kids.
- 2000: Sofie Svava futbolista danesa.
- 2000: Orlando Galo, futbolista costarricense.
- 2000: Baltazar Leguizamón, piloto de automovilismo argentino.
- 2000: Bryan Ramírez, futbolista ecuatoriano.
- 2000: Amine Zouhzouh, futbolista marroquí.
- 2002: Mohammed Aboulshamat, futbolista saudí.
- 2002: Hiroki Sekine, futbolista japonés.
- 2003: Luís Semedo, futbolista portugués.
- 2004: Bautista Tomatis, futbolista argentino.
- 2005: Wisdom Amey, futbolista italiano.

## Fallecimientos
- 480 a. C.: Leónidas I, rey de Esparta (c. 540 a. C.).
- 210 a. C.: posiblemente Qin Shi Huang, fundador y primer emperador de la Dinastía Qin (n. 260 a. C. o 259 a. C.).
- 117: Trajano, emperador romano (n. 53).
- 353: Magnentius, usurpador romano (n. 303).
- 449: Flaviano de Constantinopla, patriarca de Constantinopla.
- 897: Wifredo el Velloso, conde de Barcelona (n. 840).
- 1204: Guttorm I, rey noruego (n. 1199).
- 1253: Clara de Asís, religiosa italiana, fundadora de las clarisas (n. 1194).
- 1259: Möngke Khan, cuarto Gran Kahn del Imperio Mongol. Nieto de Gengis Khan (n. 1209)
- 1303: Enrique de Castilla, Infante de Castilla (n. 1230).
- 1456: Juan Hunyadi, regente húngaro (n. 1387).
- 1464: Nicolás de Cusa, filósofo y matemático alemán (n. 1401).
- 1494: Hans Memling, pintor flamenco (n. cerca 1430).
- 1519: Johann Tetzel, oponente alemán a la Reforma (n. 1465).
- 1531: Hernán Pérez del Pulgar, militar e historiador español (n. 1451).
- 1578: Pedro Nunes, matemático portugués (n. 1502).
- 1596: Hamnet Shakespeare, hijo de William Shakespeare (n. 1585).
- 1614: Lavinia Fontana, pintora italiana (n. 1552).
- 1656: Octavio Piccolomini, duque de Amalfi, mariscal austriaco (n. 1599).
- 1757: José Pradas Gallén, compositor barroco español (n. 1689).
- 1774: Tiphaigne de la Roche, escritor francés (n. 1722).
- 1801: Félix María Samaniego, escritor español (n. 1745).
- 1813: Henry James Pye, poeta británico (n. 1745).
- 1851: Lorenz Oken, naturalista alemán (n. 1779).
- 1854: Macedonio Melloni, físico italiano (n. 1798).
- 1868: Thaddeus Stevens, político estadounidense (n. 1792).
- 1885: Richard Monckton Milnes, político, poeta y mecenas literario británico (n. 1809).
- 1886: Lydia Koidula, poeta estonia (n. 1843).
- 1890: John Henry Newman, cardenal británico (n. 1801).
- 1892: Enrico Betti, matemático italiano (n. 1813).
- 1903: Eugenio María de Hostos, escritor, educador y nacionalista puertorriqueño (n. 1839).
- 1908: Khudiram Bose, independentista indio (n. 1889).
- 1919: Andrew Carnegie, industrial y filántropo escocés-estadounidense (n. 1835).
- 1921: Antonio José Fernández de Villalta y Uribe, político y abogado español (n. 1837).
- 1927: Federico Madariaga, militar y escritor español (n. 1849).
- 1932: Pablo de la Garza, abogado, militar y político mexicano (n. 1876).
- 1936: Blas Infante, político y escritor español (n. 1885).
- 1936: Benjamín Jarnés, escritor español (n. 1888).
- 1937: Edith Wharton, novelista y escritora estadounidense (n. 1862).
- 1939: Margaret Windeyer, bibliotecaria y sufragista australiana (n. 1866).
- 1953: Tazio Nuvolari, piloto de carreras italiano (n. 1892).
- 1956: Jackson Pollock, pintor estadounidense (n. 1912).
- 1965: Carlo Mense, pintor alemán (n. 1886).
- 1972: Max Theiler, virólogo surafricano, premio Nobel en Fisiología o Medicina en 1951 (n. 1899).
- 1974: Vicente Emilio Sojo, músico venezolano (n. 1897).
- 1974: Jan Tschichold, tipógrafo y diseñador alemán (n. 1902).
- 1980: Paul Robert, lexicógrafo y editor francés (n. 1910).
- 1984: Alfred A. Knopf, editor estadounidense (n. 1892).
- 1989: Bill Cody Jr., actor estadounidense (n. 1925).
- 1989: Pedro Estrada, político venezolano (n. 1906).
- 1990: Gustavo Gaviria, narcotraficante colombiano y fundador del Cartel de Medellín (n. 1946).
- 1992: Antonio Herrero Losada, periodista español (n. 1923).
- 1993: Roberto Pettinato (84), policía y funcionario peronista argentino (n. 1908).
- 1994: Peter Cushing, actor británico (n. 1913).
- 1995: Alonzo Church, matemático estadounidense (n. 1903).
- 1995: Phil Harris, cantante y comediante estadounidense (n. 1904).
- 1995: Julio Chaná, jurista y político chileno (n. 1909).
- 1996: Rafael Kubelík, director de orquesta y compositor checo (n. 1914).
- 1996: Mel Taylor, baterista estadounidense de The Ventures (n. 1933).
- 1996: Baba Vanga, vídente búlgara (n. 1911).
- 2000: Jean Papineau-Couture, compositor canadiense (n. 1916).
- 2003: Diana Mitford, militante nazio (n. 1910).
- 2006: Mike Douglas, presentador de televisión estadounidense (n. 1925).[4]
- 2006: Teresa Blasco, actriz argentina (n. 1931).
- 2007: Maurice Boitel, pintor francés (n. 1919).
- 2007: Roberto Maidana, periodista argentino (n. 1928).
- 2009: Eunice Kennedy Shriver, política estadounidense (n. 1921).[5]
- 2009: José Ramón García Antón, político español (n. 1948).[6]
- 2009: Valerio Lazarov, realizador y productor de televisión rumano (n. 1935).[7]
- 2010: Enrique Cárdenas de la Peña, médico, escritor, historiador y académico mexicano (n. 1920).[8]
- 2011: Ignacio Flores, futbolista mexicano (n. 1953).[9]
- 2011: José Luis García Asensio, director de orquesta y violinista español (n. 1944).
- 2011: Mateo Flores, atleta guatemalteco (n. 1922).
- 2011: Jani Lane, excantante y músico estadounidense, de la banda de glam metal Warrant (n. 1964).
- 2012: Alfonso Rizo Patrón, político peruano (n. 1917).
- 2014: Robin Williams, comediante y actor estadounidense (n. 1951).
- 2014: Joe Viskocil, artista de efectos especiales estadounidense (n. 1952).
- 2017: Yisrael Kristal, supercentenario polaco-israelí (n. 1903).
- 2017: Terele Pávez, actriz española (n. 1939).
- 2018: V. S. Naipaul, escritor británico de origen trinitense-hindú (n. 1932).
- 2020: Sumner Redstone, magnate y empresario estadounidense (n. 1923).
- 2020: Trini López, músico, actor y cantante estadounidense de ascendencia mexicana (n. 1937).
- 2021: Pil Trafa, cantante y músico argentino (n. 1959).
- 2022: Manuel Ojeda, actor mexicano (n. 1940).
- 2022: Anne Heche, actriz, realizadora, escenógrafa y productora estadounidense (n. 1969).
- 2025: Miguel Uribe Turbay, abogado y político colombiano (n 1986).

## Celebraciones

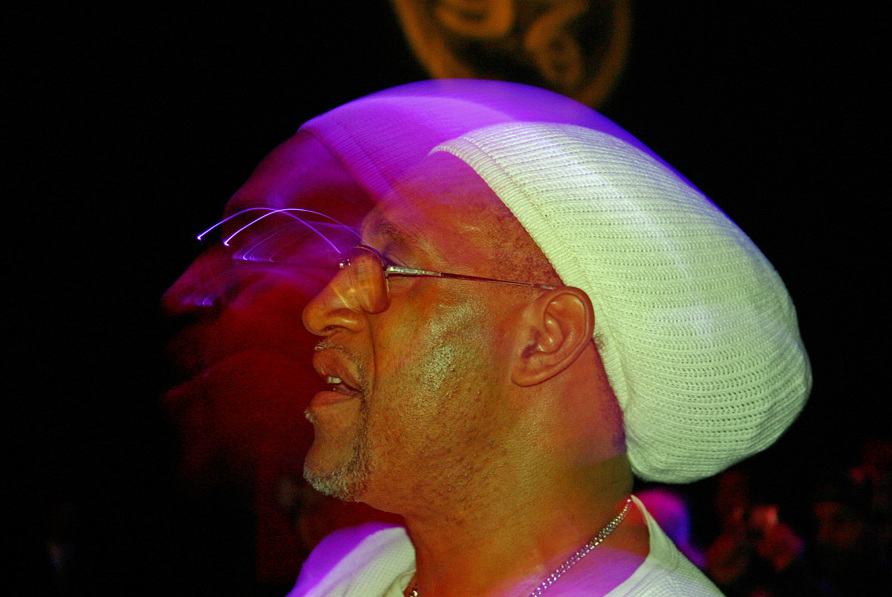
Día del Hip Hop. DJ Kool Herc, generalmente reconocido como el padre de esta cultura en la década del 70.

- Día del Hip Hop.[10]
Cada 11 de agosto se celebra el aniversario del Hip Hop, conmemorando su origen en una fiesta en El Bronx en 1973. Pasaron 52 años años desde aquel evento que marcó el inicio de una cultura global.

- Naciones Unidas:
  - Día Mundial de los Tambores Metálicos.[11]
Símbolo de resiliencia de la cultura afrodescendiente del Caribe.

 Por países
(Por orden alfabético)
- Argentina:
  - Día del Nutricionista.[12]
En conmemoración de la fecha de 1887 en la que nació el médico Pedro Escudero, fundador y director del Instituto Nacional de Nutrición. Se lo considera «el padre de la nutrición en América».[13]
    -  Misiones: 
      - Aniversario de Ruiz de Montoya.[14]
Fundación: 11 de agosto de 1919 (106 años).[15]

- Chad:
  - Día de la Independencia.[16]

- Colombia:
  - Día de la Independencia de Antioquia.[17]
También conocido como Día de la Antioqueñidad.

- El Salvador: 
  - Día del Nutricionista.
  - Día del Economista.

- Japón: 
  - Día de las Montañas.
Este día se celebra cada 11 de agosto. Es un festivo establecido en mayo de 2014 con el objetivo de "fomentar la familiaridad con las montañas y apreciar sus beneficios". La iniciativa fue promovida por el legislador Seishiro Eto,[18] junto con el Club Alpino Japonés. La primera celebración tuvo lugar en 2016.[19][20]En 2020, la fecha fue modificada temporalmente al 10 de agosto debido a la reprogramación de los Juegos Olímpicos de verano a causa de la pandemia de COVID-19.

- Pakistán: 
  - Día de la Bandera.

### Santoral católico

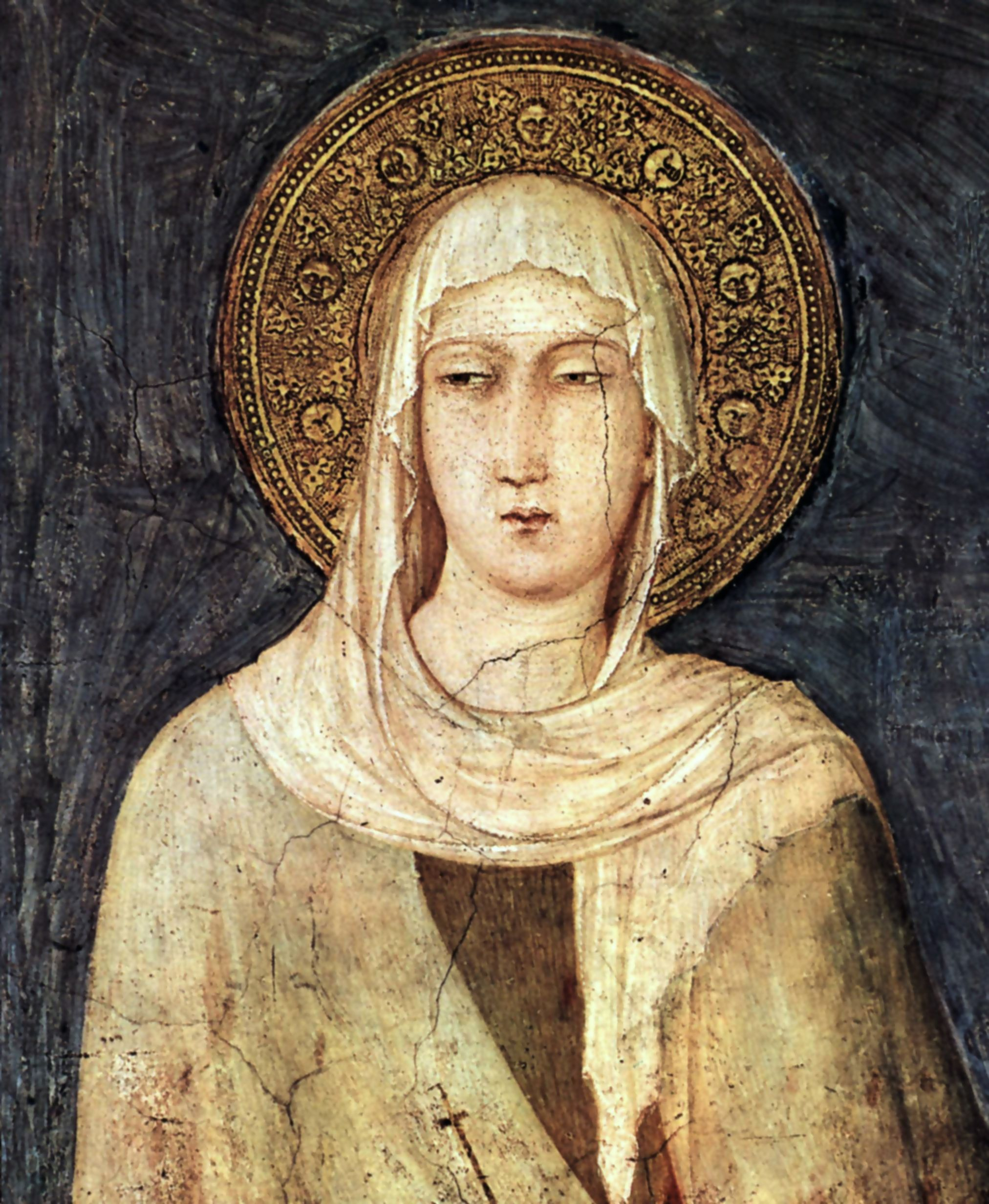
Santa Clara de Asís.

Celebración del día: Santa Clara de Asís.(imagen ilustrativa).
- San Alejandro Carbonero (obispo).[22]
- Santa Atracta (religiosa).[22]
- San Casiano de Benevento (obispo).[22]
- San Cromacio.
- Santa Digna.
- San Equicio de Valeria.
- Santa Filomena.[22]
- San Gaugerico de Cambrai.[22]
- San Rufino de Asís.[22]
- San Rufino de Marsi.
- Santa Rustícola de Arlés.[22]
- Santa Susana de Roma.[22]
- San Taurino de Évreux.[22]
- San Tiburcio.[22]
- Beato Juan Jorge Rhem.[22]
- Beato Eliano de Filadelfia.
- Beatos mártires de la guerra civil española.
- Beato Mauricio Tornay.[22]
- Beato Miguel Domingo Cendra.[22]
- Beato Rafael Alonso Gutiérrez.[22]
- Beato Robaldo Rambaudi.